# Бернет (округ)
О́круг Бернет (англ. Burnet county) — округ штата Техас Соединённых Штатов Америки. На 2000 год в нём проживало 34 147 человек. По оценке бюро переписи населения США в 2008 году население округа составляло 44 488 человек. Окружным центром является город Бернет.

## История
Округ Бернет был сформирован в 1852 году из частей округов Белл, Травис и Уильямсон. Он был назван в честь Дэвида Бернета, первого (временного) президента Республики Техас.

## География
По данным Бюро переписи населения США, округ имеет общую площадь 2640 км², из которых 70 км² (2,6 %) покрыты водой.
Соседние округа:
- Округ Лампасас (север)
- Округ Белл (северо-восток)
- Округ Уильямсон (восток)
- Округ Травис (юго-восток)
- Округ Бланко (юг)
- Округ Ллано (запад)
- Округ Сан-Саба (северо-запад)

Национально охраняемые территории: Национальный заповедник дикой природы Балконес-Каньонлендс.